# Raymond (Dakota du Sud)
Pour les articles homonymes, voir Raymond.
Raymond est une municipalité américaine située dans le comté de Clark, dans l'État du Dakota du Sud.
Fondée en 1883, la localité doit son nom à J. M. Raymond, ingénieur du North Western Railroad.

## Démographie
Selon le recensement de 2010, Raymond compte 50 habitants. La municipalité s'étend sur 0,26 milles carrés (0,67 km2).
| 1910 | 1920 | 1930 | 1940 | 1950 | 1960 |
| ---- | ---- | ---- | ---- | ---- | ---- |
| 241  | 330  | 200  | 206  | 174  | 168  |

| 1970 | 1980 | 1990 | 2000 | 2010 | - |
| ---- | ---- | ---- | ---- | ---- | - |
| 114  | 106  | 96   | 86   | 50   | - |